# Saussan
Saussan is een gemeente in het Franse departement Hérault (regio Occitanie). De plaats maakt deel uit van het arrondissement Montpellier. Saussan telde op 1 januari 2022 1.926 inwoners.

## Geografie
De oppervlakte van Saussan bedroeg op 1 januari 2022 3,6 vierkante kilometer; de bevolkingsdichtheid was toen 535 inwoners per km².

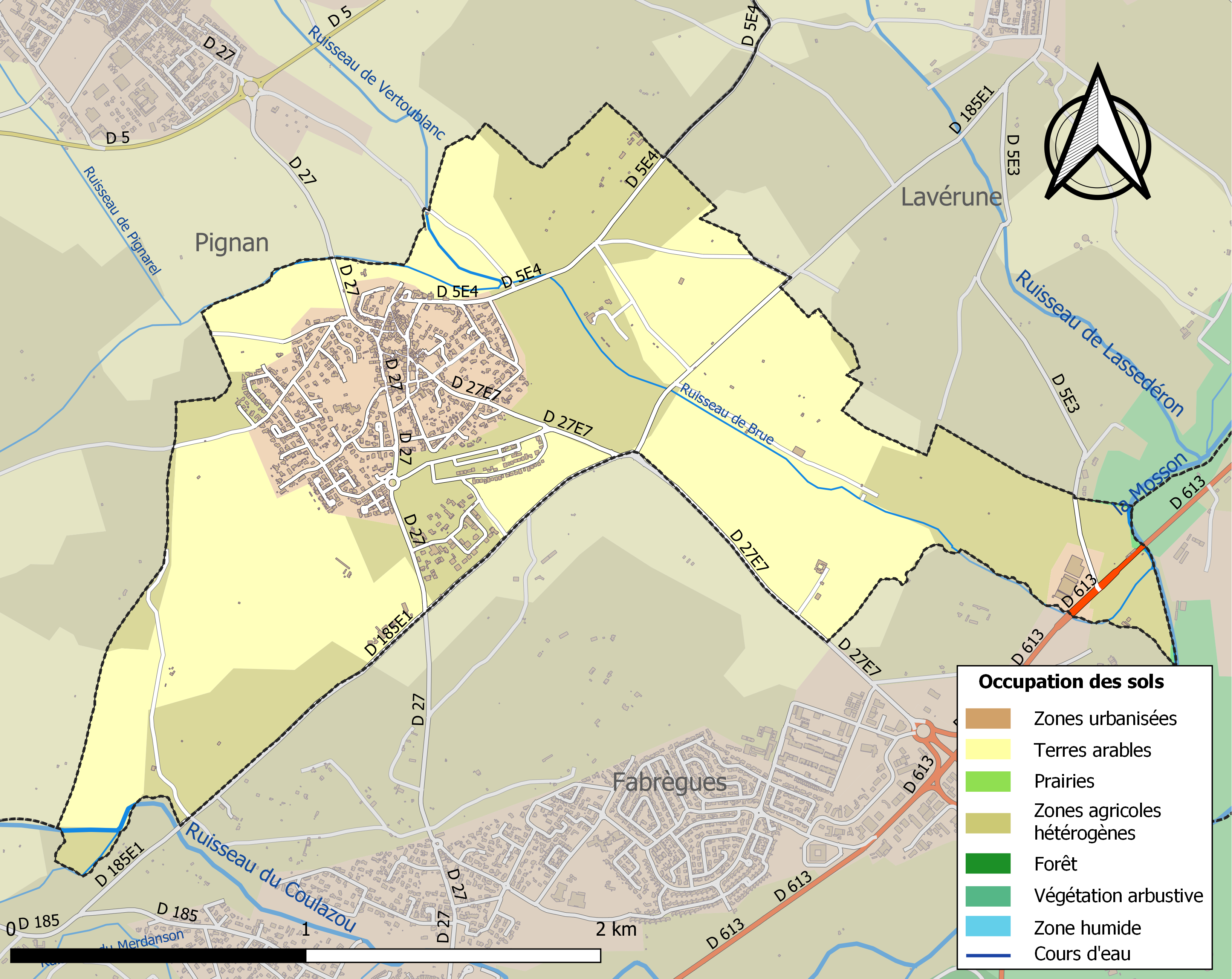
Kaart van de gemeente met belangrijkste infrastructuur, bodemgebruik en omliggende gemeenten

## Demografie
Onderstaande figuur toont het verloop van het inwonertal (bron: INSEE-tellingen).